# Gregorio de Hoyos
Gregorio de Hoyos y Fernández de Miranda García del Llano y Fernández (m. La Paz, 28 de septiembre de 1814) fue un militar y político español, segundo marqués de Valdehoyos, nacido en Cartagena de Indias. Era hijo del español Fernando de Hoyos y Hoyos, natural de Oviedo, vizconde de Naverón y marqués de Valdehoyos hacia 1750. 
Fue vecino de Valledupar, donde llegó a ser comandante de armas local en 1806. Casado con la noble criolla María Francisca de Miranda Gómez, hija de los marqueses del Premio Real, Domingo de Miranda y Inés Gómez Hidalgo. 
Como su padre, fue caballero de la Orden de Calatrava y caballero maestrante de la Real Maestranza de Sevilla, socio de número de la Real Sociedad Sevillana de los Amigos del País y de la Cantábrica. Su hermana Inés se casó en segundas nupcias con José Digujá y Villagómez (m. 1780), ingeniero y marino de Benavente, gobernador de las provincias de Cumaná, Nueva Barcelona y Guayana (1759-1765) y presidente de la Audiencia de Quito (1767-1778). 
Hoyos heredó el título de marqués en 1806 y fue nombrado gobernador de La Paz por el virrey José Fernando de Abascal en 1813, asumió el cargo el 4 de junio de aquél año. El comandante Joaquín de la Pezuela visitó la ciudad entre el 12 y el 20 de julio, registró que Hoyos gobernaba la ciudad de manera despótica.
Hoyos derrotó a los rebeldes del valle de Araca, cercano a la ciudad de La Paz, y ordenó el fusilamiento de varios de sus cabecillas el 6 de diciembre de 1813. Entre los fusilados estaba el capitán Delgadillo.
El 4 de agosto de 1814 se inauguró el primer cementerio de la ciudad, hasta entonces los cuerpos eran enterrados dentro de las iglesias y conventos, el 8 de agosto se realizó una ceremonia para enterrar los primeros cuerpos en el nuevo panteón. 
El 28 de agosto de 1814, Hoyos recibió noticias alarmantes del comandante de Desaguadero, el español Joaquín Revuelta. Las tropas rebeldes del Cuzco avanzaban con dirección a La Paz y el comandante Revuelta pedía refuerzos para detenerlos en Desaguadero, el gobernador Hoyos evitó enviar tropas y prefirió preparar la ciudad para la defensa. El 13 de septiembre Revuelta es obligado a retirarse de Desaguadero y se refugia en La Paz.
Las tropas cuzqueñas llegan a la ciudad el 22 de septiembre al mando de Juan Manuel Pinelo y de Ildefonso de las Muñecas. Acampan en Munaypata y se deciden a atacar al día siguiente. La ciudad estaba defendida por 300 soldados y 4 cañones, además el gobernador se había encargado de rodearse de experimentados coroneles como Jorge Ballivián, Protasio Armentia, José Guerra Olazo y el mismo Joaquín Revuelta.
La ciudad rechaza los ataques rebeldes y éstos deciden cambiar de estrategia tomando contacto con simpatizantes rebeldes como Vicenta Juaristi Eguino. Es gracias a esto que la ciudad queda desprotegida en el barrio de Santa Bárbara y los rebeldes logran entrar. 
La ciudad cayó ante el asalto de las tropas rebeldes cuzqueñas el 24 de septiembre de 1814. El marqués se refugia en la catedral junto a sus coroneles pero los sublevados los sacan de ahí y Hoyos es herido en la cabeza con un garrote, los rebeldes pretendían asesinarlo ahí mismo pero Muñecas evita este acto y lo lleva apresado a la casa de gobierno. 
El 28 de septiembre la pólvora del cuartel se incendia y el edificio explota causando la muerte de varios cuzqueños, los sublevados acusan de este hecho a Hoyos y sus colaboradores. Esa tarde Gregorio de Hoyos es acuchillado y degollado por la turba enardecida dirigida por Simona Josefa Manzaneda. Su cuerpo fue enterrado en el cementerio que él mismo inauguró aquél año en la zona de Santa Bárbara en la ciudad de La Paz.